# Cissus pentagonus
Cissus pentagonus är en vinväxtart som beskrevs av William Roxburgh. Cissus pentagonus ingår i släktet Cissus och familjen vinväxter. Inga underarter finns listade i Catalogue of Life.